# Eric Yuan
Pour les articles homonymes, voir Yuan (homonymie).
Eric S. Yuan (chinois : 袁征 ; pinyin : Yuán Zhēng ; né en 1970) est un homme d'affaires américain milliardaire, d'origine chinoise. Il est le PDG et fondateur de Zoom Video Communications, dont il possède 22 % des actions.

## Enfance et études
Eric Yuan est le fils d'ingénieurs en géologie. Il est né et a grandi à Tai'an, dans la province de Shandong, en Chine,. En 4e année, Yuan ramassait des déchets de construction pour recycler le cuivre contre de l'argent.
En 1987, alors qu'il était étudiant en première année d'université, il a eu l'idée de développer un logiciel de vidéotéléphonie alors qu'il faisait 10 heures de train pour rendre visite à sa petite amie et qu'il cherchait un moyen plus facile de lui rendre visite,. Il a obtenu une licence en mathématiques appliquées avec une mineure en informatique à l'Université des sciences et technologies de Shandong (en) et une maîtrise en génie géologique de l'université chinoise des mines et de la technologie (en) de Pékin,.
Eric Yuan a également obtenu un diplôme de l'Executive Program de l'université Stanford en 2006,,.

## Carrière
Après avoir obtenu sa maîtrise, Yuan a vécu à Pékin. Alors qu'il suivait une formation de 4 mois au Japon, il a assisté à une conférence de Bill Gates qui l'a énormément inspiré et il a commencé à caresser le rêve de joindre la Silicon Valley pour participer à la révolution informatique. En 1997, il a déménagé dans la Silicon Valley qui était alors en pleine bulle Internet. À l'époque, Yuan parlait très peu l'anglais et a dû faire neuf demandes de visa pour les États-Unis avant d'être enfin accepté,.
À son arrivée aux États-Unis, Yuan a rejoint WebEx, une start-up spécialisée dans la conférence en ligne, dont il a été l'un des 20 premiers employés,. La société a été achetée par Cisco Systems en 2007, date à laquelle il est devenu vice-président de l'ingénierie. En 2011, Yuan a présenté à la direction de Cisco un nouveau système de vidéoconférence compatible avec les téléphones intelligents. Lorsque l'idée a été rejetée, Yuan a quitté Cisco pour créer sa propre société, Zoom Video Communications.
En 2019, Zoom est devenue une société publique par le biais d'une introduction en bourse, et Yuan est alors devenu milliardaire,. Sa richesse a augmenté pendant la pandémie de Covid-19, car Zoom a bénéficié du passage au télétravail et à la formation en ligne. En décembre 2021, la valeur nette de Yuan était estimée à 12,5 milliards de dollars US.

## Vie personnelle
Eric Yuan s'est marié à 22 ans, alors qu'il était étudiant en maîtrise à l'université chinoise des mines et de la technologie de Pékin. Il vit à Santa Clara en Californie avec son épouse et leurs trois enfants.
Il est devenu citoyen américain en 2007.